# Сухопутні війська Сінгапуру
Сухопутні війська Сінгапуру (англ. Singapore Army, малай. Tentera Singapura, кит.: 新加坡陆军) — підрозділ Збройних сил Сінгапуру. Це найбільша з трьох служб і яка в разі війни перетворюється з війська мирного часу на військовий, мобілізуючи майже всю свою об'єднану бойову міць шляхом виклику оперативно готових військових резервістів .

## Історія
Два піхотних полки склали ядро сінгапурської армії. Вони були створені напередодні незалежності, в очікуванні самоврядування після британської деколонізації. Перший Сінгапурський піхотний полк (1 SIR) був сформований у 1957 році під егідою Великої Британії. Другий Сінгапурський піхотний полк (2 SIR) з'явився в 1963 році. Після важкого злиття з Федерацією Малаї та подальшого відділення в 1965 році новий незалежний Сінгапур офіційно створив свою армію, прийнявши законопроєкт про Сінгапурську армію в грудні 1965 року. Кілька. місяці по тому до двох діючих батальйонів SIR та артилерії створено Сили народної оборони, сформовані переважно з добровольців, які були мобілізовані для служби під час Протистояння Індонезії та Малайзії . Третій батальйон був створений як добровольчий резерв піхоти армії.
У 1967 році армія почала розширюватися, коли була офіційно запущена програма Національної служби, що принесло з собою перший призов новобранців у зростаючу галузь. Через два роки був створений танковий полк, який став адміністративним формуванням нових бронетанкових сил країни
У 1972 році парламент прийняв додатковий закон (Закон про збройні сили Сінгапуру) для реорганізації та консолідації розрізнених командування та адміністративних функцій збройних сил.
У 2017 році армія відзначила своє 60-річчя.

### Військові та гуманітарні місії
- 1991 Війна в Перській затоці — Сінгапур приєднався до інших країн як частина коаліції, яка вигнала іракські війська з Кувейту.
- 2004 ліквідація наслідків землетрусу в Індійському океані
- Травень 2007 — червень 2013, Міжнародні сили сприяння безпеці . Розгорнуто близько 500 чоловік особового складу, включаючи солдатів сінгапурської армії, як частину внеску Сінгапуру в багатонаціональні зусилля зі стабілізації та відновлення в Афганістані.[4]
- 2014 — дотепер, Військова операція проти ІДІЛ . Матеріально-технічне забезпечення сил коаліції у війні з тероризмом, що триває до сьогодні[5]

## Організація
Сухопутні війська очолює начальник армії. У минулому армію очолював заступник начальника Генерального штабу. Йому допомагали начальник штабу, Генеральний штаб і командувач TRADOC (Командування з підготовки і доктрини армії). Існує шість відділень Генерального штабу (G1-G6), Департамент у справах національної служби (G8), який займається національною службою питання та інспекція. Шість відділень обслуговують робочу силу (G1), розвідку (G2), операції (G3), логістику (G4), планування (G5) та навчання (G6) відповідно. Кожен відділ очолює помічник начальника Генерального штабу (ACGS). Начальника армії також консультують старші спеціалісти штабу (SSSO) різних військ (піхотні, гвардія, бронетанкові, командос, артилерія, бойові інженери, технічне обслуговування та інженерія, транспорт, постачання та зв'язок)

### Роди військ
Армія складається з семи родів військ, з яких походять дивізійні та недивізійні частини
- Бронетанкові війська
- Артилерія
- Бойові інженери
- Командос
- Гвардія
- Піхота
- Зв'язок

Вони підтримуються підрозділами бойової підтримки, до складу яких входять:
- Армійська розвідка
- Армійська медична служба
- Технічне обслуговування та інженерне забезпечення армії
- Армійське постачання
- Армійський транспорт
- Командування боєприпасів Збройних сил Сінгапуру
- Персональне командування (PERSCOM)

### Дивізійні та недивізійні частини

#### Загально військові дивізії:
Основними підрозділами сухопутних військ є три загальновійськові дивізії, 3-тя , 6-та та 9-та дивізії. Вони включають як діючі, так і резервні підрозділи, які оперативно підлягають мобілізації на випадок війни

##### 3-тя дивізія Сінгапуру
- Штаб 3-ї дивізії
- 3-тя піхотна бригада
- 5-та піхотна бригада
- 24-та піхотна бригада
- 30-та піхотна бригада
- 8-ма бронетанкова бригада
- 3-й артилерійський штаб
- Командування підтримки 3-ї дивізії
- 30-й батальйон бойових інженерів
- 3-й дивізіон артилерійського дивізіону протиповітряної оборони
- 3-й батальйон зв'язку
- 17-й батальйон командування, управління, зв'язку та розвідки (C4I)

##### 6-та дивізія Сінгапуру
- Штаб 6-ї дивізії
- Штаб Сінгапурської артилерії
- 2-га піхотна бригада
- 9-та піхотна бригада
- 76-та піхотна бригада
- 54-та бронетанкова бригада
- Штаб артилерії 6-ї дивізії
- Командування підтримки 6-ї дивізії
- 31-й батальйон бойових інженерів
- 6-й дивізіон артилерійського дивізіону протиповітряної оборони
- 6-й батальйон зв'язку
- Штаб армійської розвідки

##### 9-та сінгапурська дивізія
- Штаб 9-ї сінгапурської дивізії
- 10-та піхотна бригада
- 12-та піхотна бригада
- 56-та бронетанкова бригада
- Штаб артилерії 9-ї дивізії
- Командування підтримки 9-ї дивізії
- 32-й батальйон бойових інженерів
- 9-го дивізіону артилерійського дивізіону протиповітряної оборони
- 9-й батальйон зв'язку

### Резервні дивізії

##### 2-га дивізія Сил Народної оборони
2-га дивізія Сил Народної оборони відповідає за внутрішню безпеку, включно з основними цивільними об'єктами та інфраструктурою, атакож за координацію та відрядження військових ресурсів до цивільних органів у разі надзвичайних ситуацій.
- Штаб 2-ї дивізії Сил Народної оборони
- Штаб 21 піхотної бригади
- Штаб 22 піхотної бригади
- Штаб 26 піхотної бригади
- Штаб 27 піхотної бригади
- Штаб 29 піхотної бригади
- Штаб 32 піхотної бригади
- 326-й батальйон бойових інженерів
- Навчальний інститут оборони острова (IDTI)
- 15-й батальйон командування, управління, зв'язку, комп'ютерів та розвідки (C4I)

##### Армійський оперативний резерв
- 21-ша дивізія
- 25-та дивізія

##### Недивізійні підрозділи, деякі додані до Генерального штабу
- Зв'язок штабу
- Командос штабу
- Сили розгортання армії
- Рота-агресор
- Військово-медичний інститут
- Командування силового медичного захисту
- Бронетанкові війська штабу
- Група бойових інженерів штабу армії
- Головна група РХБЗ